# Crocydopora
Crocydopora is een geslacht van vlinders van de familie snuitmotten (Pyralidae), uit de onderfamilie Phycitinae.

## Soorten
- C. cinigerella (Walker, 1866)
- C. phaealis Hampson, 1908